# Attnang-Puchheim
Attnang-Puchheim (fino al 1912 Puchheim) è un comune austriaco di 8 842 abitanti nel distretto di Vöcklabruck, in Alta Austria; ha lo status di città (Stadtgemeinde).

## Geografia fisica
Attnang-Puchheim ha una superficie di 12,32 km² e si trova a 416 m .s.l.m. Il 38,7% della superficie totale del comune è coperto da boschi e il 36,3% è usato per l'agricoltura. Sul suo territorio scorrono i fiumi Ager, Aurach e Redlbach; sull'Ager sono state costruite alcune centrali idroelettriche, che sono una fonte d'energia importante per tutto il distretto.

## Storia

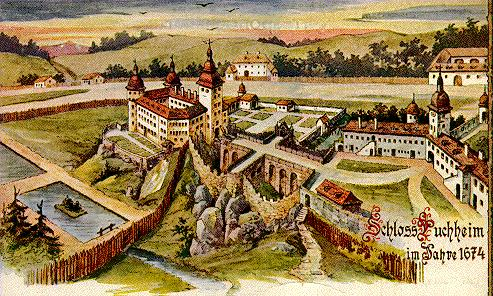
Il castello di Puchheim in un'illustrazione del 1674

Puchheim è citato per la prima volta nel 1135 e Attnang nel 1242. Il castello di Puchheim, costruito su una collina, ha determinato la storia della città; sebbene la tradizione attribuisca l'edificazione della fortezza all'anno 1050, la data effettiva non è determinata con certezza. Andato distrutto in un incendio nel 1585, il castello fu ricostruito sulle stesse fondamenta nella forma che conserva ancora oggi.
La storia di Attnang-Puchheim fu a lungo segnata da quella del suo castello e dei suoi padroni, fino a quando nel 1851 l'arciduca Massimiliano d'Asburgo-Este non lo donò alla Congregazione del Santissimo Redentore, che lo trasformò in un convento. La cappella del castello è legata alla storia del Carlismo: qui nel 1936 fu sepolto il pretendente al trono spagnolo della dinastia carlista Alfonso Carlo di Borbone, assieme alla consorte Maria das Neves di Braganza, alla duchessa Maria Antonia di Braganza e al principe Renato di Borbone-Parma. Nel 1982 l'ultima imperatrice d'Austria-Ungheria Zita, dopo la revoca dell'esilio concessa dal cancelliere Bruno Kreisky, visitò anche Attnang-Puchheim per commemorare la tomba di sua madre Maria Antonia.
Distrutta durante la seconda guerra mondiale, la città fu in gran parte ricostruita nel dopoguerra; nel 1955 ricevette lo status di comune mercato e nel 1990 quello di città.

## Monumenti e luoghi d'interesse

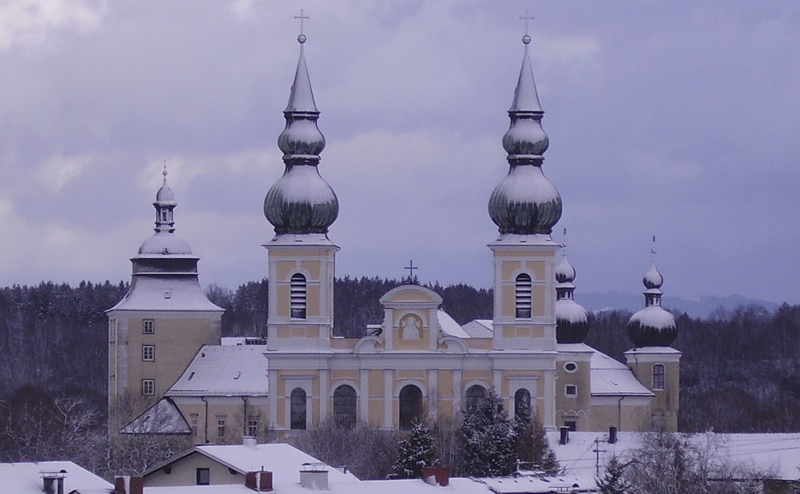
Il castello di Puchheim

- Il castello di Puchheim (Schloss Puchheim) oggi ospita una galleria d'arte moderna.
- Il santuario di Maria Puchheim (Wallfahrtsbasilika Maria Puchheim), costruito nel 1886-1890, fu elevato al rango di basilica minore da papa Pio XII nel 1951.
- La chiesa di San Martino (Martinskirche) fu costruita probabilmente tra il IX e l'XI secolo; appare per la prima volta nei documenti nel 1367. Fu la principale chiesa cittadina fino al 1936.

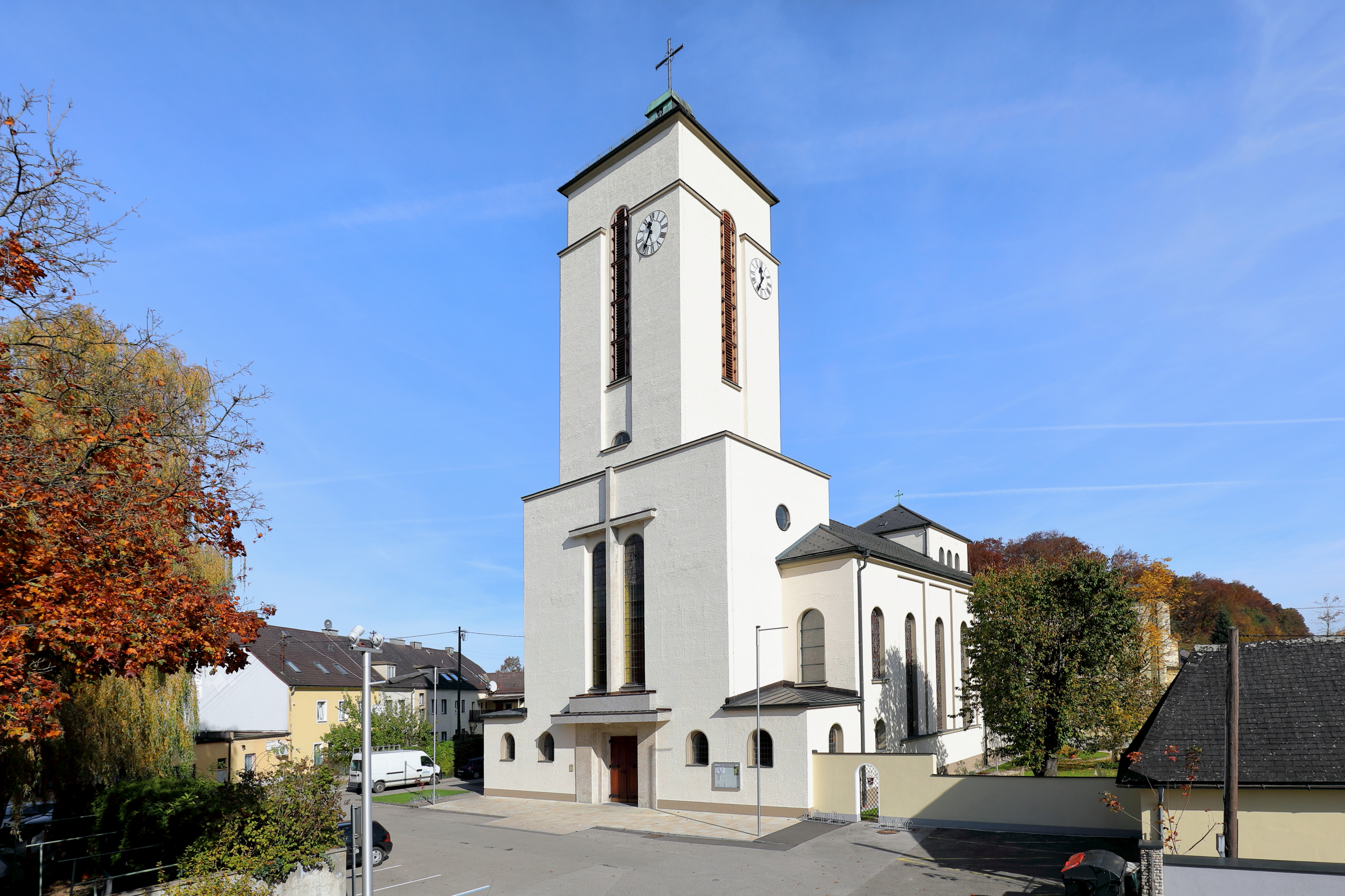
La chiesa dello Spirito Santo

- La chiesa parrocchiale dello Spirito Santo (Pfarrkirche Heilig-Geist Attnang) venne costruita poiché, a causa della crescita della popolazione e dalla centralità assunta dalla stazione ferroviaria, la città ebbe bisogno di una chiesa parrocchiale più grande di quella di San Martino. Sebbene la costruzione della chiesa dello Spirito Santo fosse già finita nel 1936, fu consacrata solo nel 1951 dal prelato Leopold Hager dell'abbazia di San Floriano. L'arredamento interno fu progettato dalla scultrice Klothilde Rauch; al centro dell'altare maggiore c'è una croce dello scultore Franz Forster, mentre le vetrate colorate, realizzate dall'impresa viennese Greyling, seguono i disegni della pittrice Lucia Jirgal.

## Economia
Tra le numerose imprese di Attnang-Puchheim la più grande è la STIWA, che occupa più di mille persone, mentre la ditta alimentare S. Spitz impiega circa 650 persone.

## Infrastrutture e trasporti

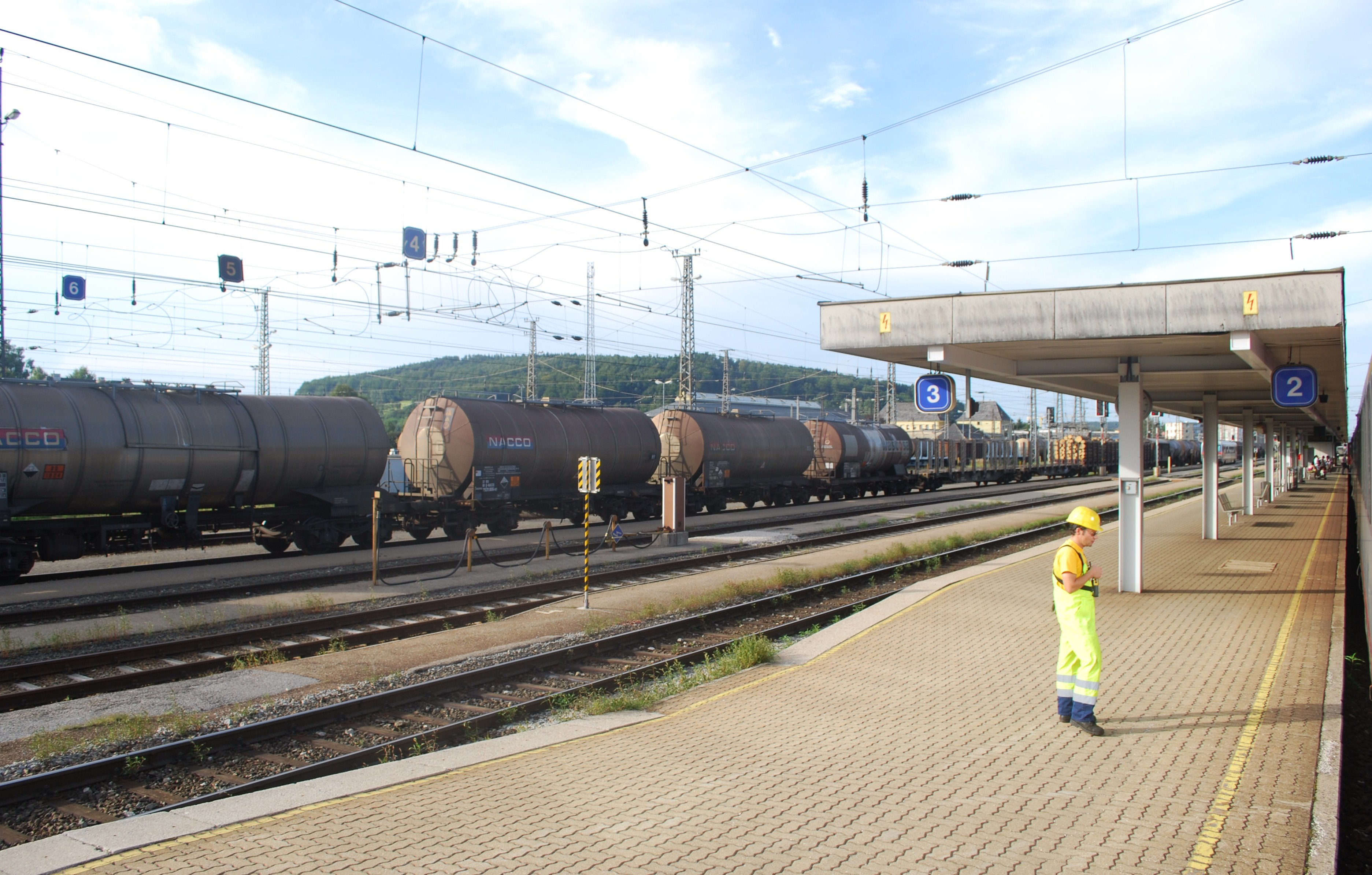
La stazione ferroviaria

Attnang-Puchheim è un importante punto d'incrocio infrastrutturale. L'apertura della tratta ferroviaria Salzkammergutbahn tra l'Alta Austria e la Stiria, nel 1877, rese Attnang-Puchheim uno snodo ferroviario di rilievo; la stazione cittadina è il punto di congiungimento con la Westbahn che collega Vienna a Linz e a Salisburgo.
La strada federale 1 (Wiener Straße), da Vienna a Salisburgo, corre parallelamente all'autostrada A1 e attraversa Attnang-Puchheim. A circa otto chilometri del centro di Attnang si trova l'entrata dell'autostrada A1 di Regau.